# Tom Dillmann
Pour les articles homonymes, voir Dillmann.
Tom Dillmann, né le 6 avril 1989 à Mulhouse, est un pilote automobile français.

## Biographie

### Famille
Tom est le fils d'un ancien pilote et mécanicien, Gérard Dillmann. Il commence sa carrière en remportant en 1999 le championnat d'Alsace des « caisses à savon », puis court en karting de 2000 à 2002 avec, à la clé, le championnat régional et une quatrième place aux championnats de France. À l'âge de 13 ans, il fait des essais sur circuit et sur glace avec un prototype fabriqué par son père utilisant un moteur de moto. Il se lance alors dans la course professionnelle.

### Débuts
Sa carrière commence en 2004 dans le cadre du championnat de Belgique de Formule Renault 1.6, au sein de l'équipe Tom Team, gérée par son père. Il réalise une bonne saison, terminée à la cinquième place du général, avec trois podiums et une victoire à Spa. L'année suivante le voit passer en Eurocup Formula Renault 2.0 (dont Pedro de la Rosa ou Felipe Massa ont été champions respectivement en 1992 et en 2000). Associé au futur champion Kamui Kobayashi chez Prema Powerteam, il signe ensuite chez Cram Competition après trois manches mais, manquant de soutien technique de la part de ces teams et un peu juste d'un point de vue financier, il met fin prématurément à sa saison afin de mieux se préparer à la suivante. En 2006, toujours en Eurocup 2.0, il court avec l'équipe française SG Formula avec qui il signe de bons résultats, malgré une première partie de saison ralentie par une blessure au pied où il parvient tout de même à accrocher une quatrième place à Zolder et le podium à Misano (deuxième). En parallèle, il dispute également le Championnat de France de Formule Renault et signe deux belles victoires au Mans et à Magny-Cours. Il termine sa saison en Eurocup en trombe, terminant deux fois deuxième lors de la course de clôture à Barcelone, derrière le champion Filipe Albuquerque. Après cette belle saison, il est repéré par Helmut Marko, le no 2 de Red Bull Racing, qui l'invite à faire des essais à Estoril, et l'intègre au programme de jeunes pilotes de Red Bull, en compagnie notamment de son compatriote Jean-Karl Vernay ou du futur quadruple champion du monde de Formule 1 Sebastian Vettel.

### Sous le giron de Red Bull
Grâce au soutien financier de Red Bull, il obtient en 2007 un baquet en Formule 3 Euroseries, au sein du team ASM Formule 3, associé à trois futurs pilotes de F1, Kobayashi, Romain Grosjean et Nico Hülkenberg. Il se montre à son avantage lors des premiers tests de pré-saisons, mais subit un accident à Nogaro, le forçant à faire l'impasse sur les essais collectifs à Hockenheim et la première manche du championnat. L'épreuve suivante à Brands Hatch le voit reprendre ses marques, pour déboucher sur un premier podium au Norisring. La suite de la saison sera marquée par des hauts et des bas, il finira neuvième au classement final, après avoir signé une quatrième place aux Zandvoort Masters of F3, disputés cette année-là sur le circuit belge de Zolder, ainsi que deux podiums à Barcelone.
Toujours membre du Junior Team RedBull en 2008, il reste en F3 Euroseries et retrouve le team SG Formula qui débute dans cette compétition. Mais il ne marque aucun point lors des trois premières manches, et, faute de budget, il perd sa place dans le Red Bull Junior Team.

### L'après-Red Bull
Il revient avec le team Jo Zeller Racing lors de la sixième manche au Nürburgring où il termine troisième et cinquième mais n'est pas reconduit faute de budget. Il sert de pilote de réserve à l'équipe suisse d'A1 Grand Prix. La Suisse est sacrée championne à l'issue de la saison. Il finit par trouver un volant en Championnat d'Italie de Formule 3 avec l'équipe Europa Corse. Il offre le premier podium en Formule 3 à cette équipe à Misano. Il monte quatre fois sur le podium en six departs. Sans sponsors, Tom a beaucoup de mal à trouver un baquet en 2009 mais parvient à être engagé par HBR Motorsport en F3 Euroseries et Neuhauser Racing en Championnat d'Allemagne de Formule 3. En F3 Euroseries et sa modeste écurie, il ne parvient pas à inscrire le moindre point, tandis qu'en F3 allemande, il effectue une fin de saison énorme. Débutant lors de la septième manche, il termine troisième de la première course puis signe la pole de la deuxième qu'il remporte, avec au passage le meilleur tour en course. Il récidive ensuite au Sachsenring, signant la pole avant de s'imposer avec le meilleur puis de finir deuxième. Enfin, lors de la manche finale, il abandonne avant de gagner le deuxième course de la pole. Il finit sixième au général après avoir manqué les six premières manches !

### Le titre en Formule 3 allemande (2010)
Ces bonnes performances en fin de saison lui permettent de trouver un volant au sein de l'équipe autrichienne HS Technik, toujours en F3 allemande. Malgré son équipe assez modeste, il réalise une saison de grande classe avec six victoires (il réussit au passage à remporter les deux courses du Sachsenring et celles du premier passage au Nürburgring), trois podiums, sept poles et dix meilleurs tours en course. Au coude à coude avec l'Allemand Daniel Abt, un peu plus régulier que lui, tout au long de la saison, il remporte le titre lors de la toute dernière manche. En parallèle, Dillmann a aussi couru en F3 italienne avec le châssis Mygale, terminant quatrième puis deuxième de la première manche avant de préférer se concentrer sur la F3 allemande. Le titre lui ouvre alors de nombreuses opportunités et il est convié par les organisateurs des World Series by Renault à une séance d'essai de jeunes pilotes de Formule Renault 3.5, dont il signe le meilleur temps devant le Finlandais Valtteri Bottas, pilote de réserve de l'écurie de F1 Williams.

### GP3 Series
Il prend part au Championnat GP3 Series au sein de l'équipe Carlin Motorsport, il participe au premier meeting et décroche la pole et un podium dès sa première course dans la catégorie. À la suite d'un manque de budget il se sépare de Carlin après la première épreuve, et se retrouve sans volant. Il finit par revenir lors de la troisième manche et participera au reste de la saison avec Addax Team (en). Il finira quatorzième du championnat GP3 2011 mais sa pointe de vitesse lui permettra d’être engagé lors de la finale GP2 2011 à Abou Dabi, qu'il termine à une prometteuse 3e position devant plusieurs habitués de la discipline.

### L'ascension en GP2 Series (2012-2013)
Pour la saison 2012, Dillmann évolue en GP2 Series pour le compte de l'équipe Rapax. Il remporte sa première victoire dans la catégorie à l'occasion de la course sprint à Bahreïn, après s'être élancé de la pôle. Faute de budget, il est finalement remplacé à la mi-saison par Daniel de Jong (en) mais finit par revenir pour remplacer ce dernier au Grand Prix d'Allemagne, disputant le même weekend une manche de l'Auto GP. Il ne reprendra plus le volant cette saison, et finit tout de même 15e du GP2 sans avoir pris part aux dernières manches.
En 2013, la toute nouvelle écurie de GP2 allemande Hilmer Motorsport le convie aux essais collectifs officiels du GP2 à Jerez. Réalisant le meilleur temps, il est finalement titularisé par l'équipe Russian Time (remplaçante de ISport International) pour la saison de GP2 Series 2013. Avec son équipier Sam Bird ils sont les deux seuls pilotes n'ayant pas à apporter de budget à leur équipe.

### Année difficile (2014)
En 2014, Tom Dillmann connaît une saison plutôt mouvementée à la suite de la mort du team principal de l'équipe Russian Time avec qui il avait signé pour une deuxième saison. Il trouvera refuge à la dernière minute en Porsche Carrera Cup et effectuera des piges remarquées en GP2. Lors de ses trois manches, au sein de deux équipes différentes, il signe un podium en Catalogne avec le team Arden International, et une première ligne à Budapest avec le team EQ8 Caterham Racing. Il termine troisième du championnat de Porsche Carrera Cup malgré 4 abandons de cause mécanique.

### Retour en Formule Renault 3.5 (2015)
Le 20 janvier 2015, ToileF1.com révèle que Dillmann dispose d'une année complète au sein du team Carlin en Formule 3.5 pour 2015. Après une année sabbatique, Carlin fait son retour en Formule 3.5 avec la filière indonésienne de KFC : Jagonya Ayam, sponsor déjà présent chez Carlin en championnat de Formule 3. Il fait également ses premiers essais en Formule E avec le Team Aguri, en août.

### Championnat du monde d'endurance FIA
À la fin de l'année 2015, Tom remplace Vincent Capillaire dans le baquet de l'Alpine A450b engagée par Signatech-Alpine pour les deux dernières manches qui se déroulent à Shanghai puis à Bahrain.

### Formule V8 3.5
En 2016, il court en Formule V8 3.5. Il est sacré champion au terme de la dernière course, avec deux victoires, dix podiums en dix-huit courses devant Louis Delétraz.

### Pilote professionnel
À partir de la saison 2017, il s'engage en Blancpain Endurance Series, et effectue également quelques piges en Formule E pour le compte de Venturi Formula E, où il inscrit quelques points. 
En 2018, il est engagé par ByKolles Racing pour la super-saison 2018-2019 du championnat du monde d'endurance. Pilote réserviste pour Venturi en Formule E, il participe à trois courses à la fin de la saison 2017-2018, terminant notamment quatrième de l'ePrix de New York. Pour la saison 2018-2019 de Formule E, il est engagé comme pilote titulaire par NEXTEV NIO.

## Galerie

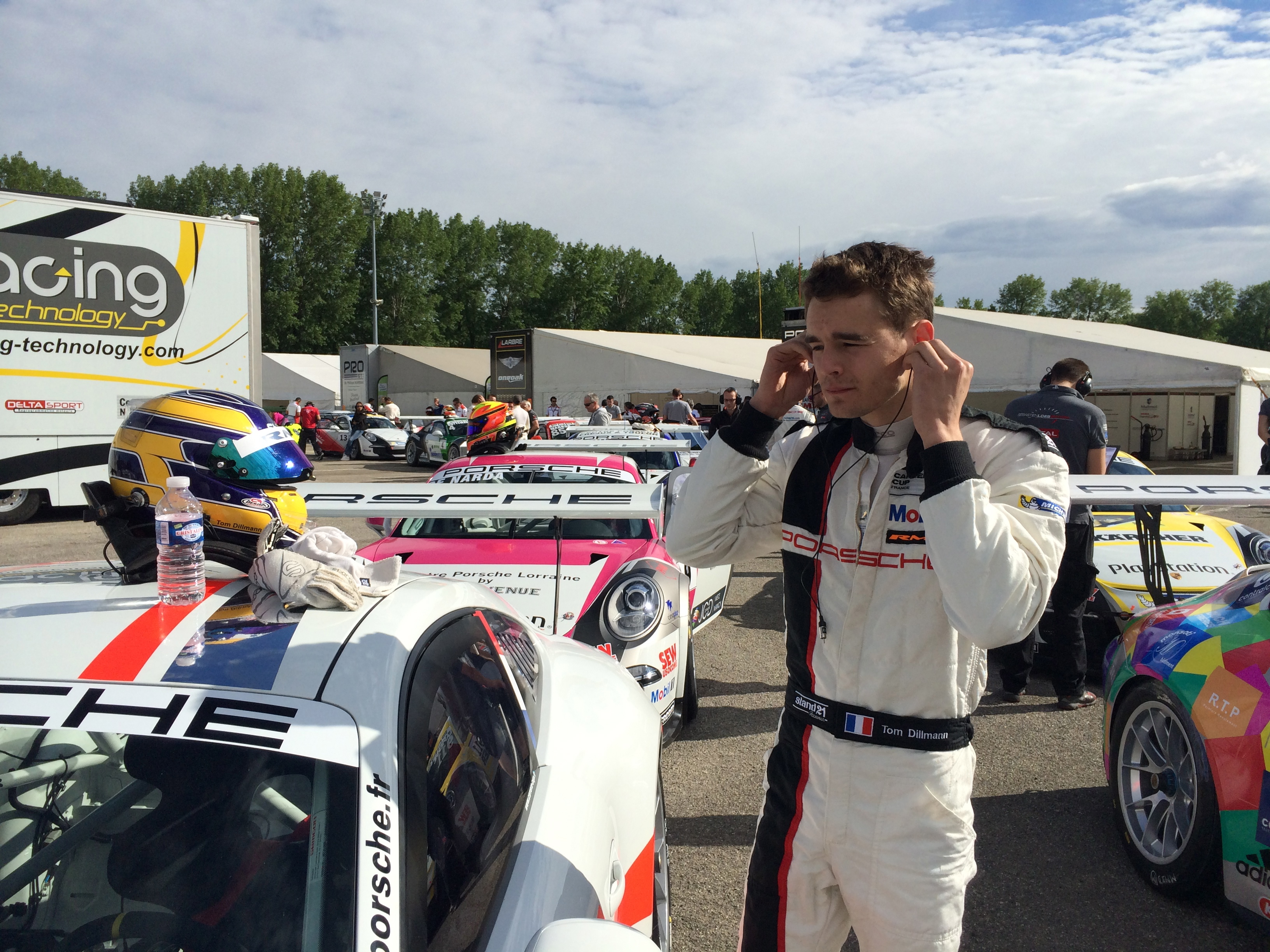
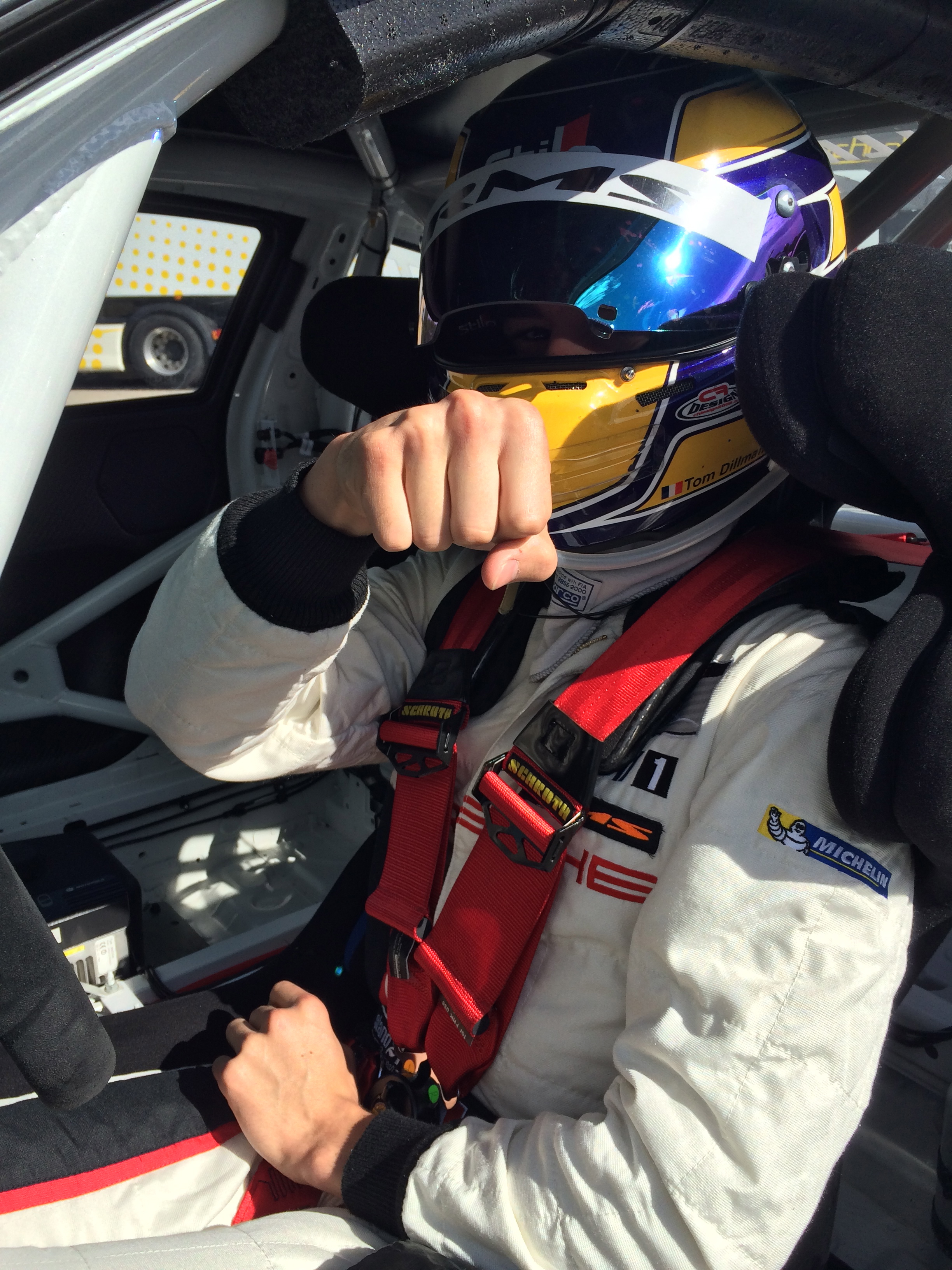
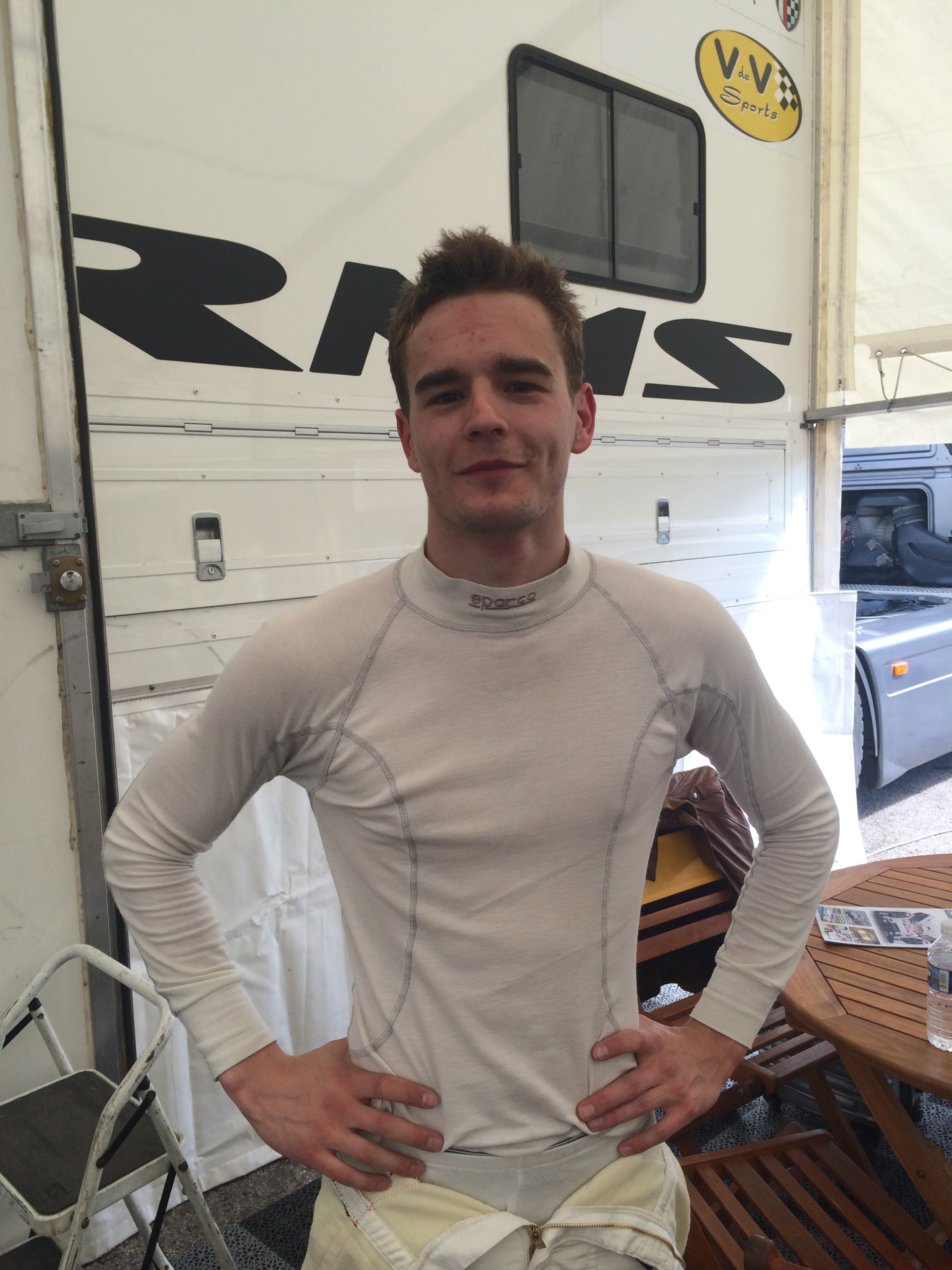
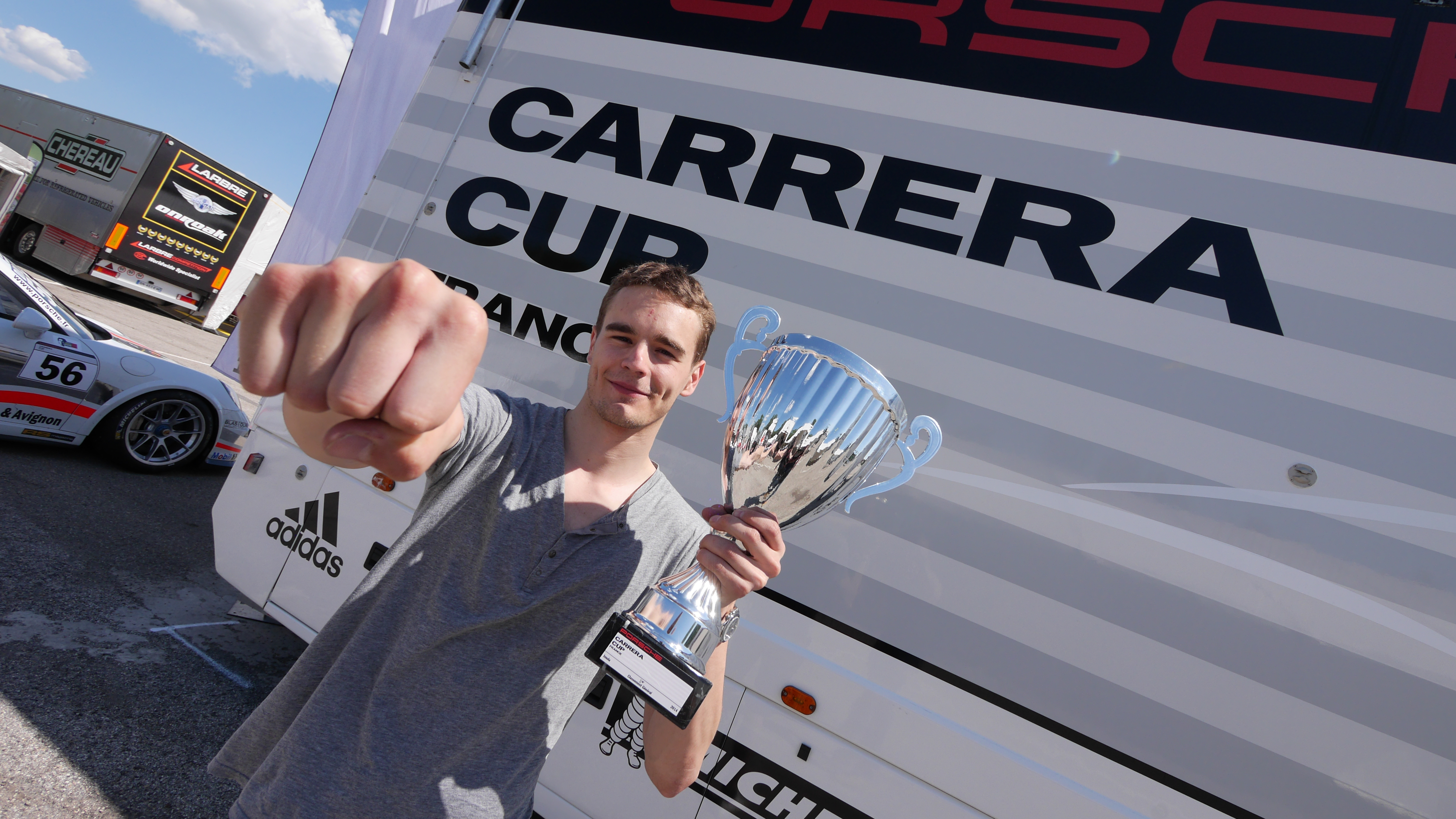

## Résultats  en monoplace
| Saison    | Championnat                                  | Équipe               | Courses | Victoires | Pole positions | Meilleurs tours | Podiums | Points | Position |
| --------- | -------------------------------------------- | -------------------- | ------- | --------- | -------------- | --------------- | ------- | ------ | -------- |
| 2004      | Formule Renault 1.6 Belgique                 | Tom Team             | 14      | 1         | 0              | 2               | 2       | 147    | 5e       |
| 2004      | Formule Renault Monza                        | Tom Team             | 4       | 0         | 0              | 0               | 0       | 28     | 14e      |
| 2004      | Formule 1600 Junior Espagne                  | Tom Team             | 2       | 0         | 0              | 0               | 1       | 0      | n.c †    |
| 2005      | Eurocup Formula Renault 2.0                  | Prema Powerteam      | 6       | 0         | 0              | 0               | 0       | 0      | 37e      |
| 2005      | Eurocup Formula Renault 2.0                  | Cram Competition     | 4       | 0         | 0              | 0               | 0       | 0      | 37e      |
| 2005      | Formule Renault 2.0 France                   | MC Racing            | 5       | 0         | 0              | 0               | 0       | 0      | 30e      |
| 2006      | Eurocup Formula Renault 2.0                  | SG Formula           | 14      | 0         | 0              | 2               | 3       | 61     | 8e       |
| 2006      | Formule Renault 2.0 France                   | SG Formula           | 9       | 2         | 1              | 2               | 2       | 34     | 10e      |
| 2007      | Formule 3 Euro Series                        | ASM Formule 3        | 18      | 0         | 0              | 0               | 3       | 23     | 9e       |
| 2007      | Masters de Formule 3                         | ASM Formule 3        | 1       | 0         | 0              | 0               | 0       | N/A    | n.c      |
| 2008      | Formule 3 Euro Series                        | SG Formula           | 6       | 0         | 0              | 0               | 0       | 8      | 18e      |
| 2008      | Formule 3 Euro Series                        | Jo Zeller Racing     | 2       | 0         | 0              | 0               | 1       | 8      | 18e      |
| 2008      | Championnat d'Italie de Formule 3            | Europa Corse         | 6       | 0         | 0              | 1               | 4       | 29     | 7e       |
| 2008      | Masters de Formule 3                         | Jo Zeller Racing     | 1       | 0         | 0              | 0               | 0       | N/A    | 16e      |
| 2009      | Formule 3 Euro Series                        | HBR Motorsport       | 6       | 0         | 0              | 0               | 0       | 0      | 30e      |
| 2009      | Formule 3 Euro Series                        | Prema Powerteam      | 2       | 0         | 0              | 0               | 0       | 0      | 30e      |
| 2009      | Coupe d'Allemagne de Formule 3               | Neuhauser Racing     | 6       | 3         | 3              | 2               | 5       | 49     | 6e       |
| 2010      | Championnat d'Italie de Formule 3            | Scuderia Victoria    | 2       | 0         | 0              | 1               | 1       | 22     | 13e      |
| 2010      | Championnat d'Italie de Formule 3            | EuroInternational    | 4       | 0         | 0              | 0               | 0       | 22     | 13e      |
| 2010      | Coupe d'Allemagne de Formule 3               | HS Technik           | 18      | 6         | 7              | 10              | 9       | 120    | Champion |
| 2011      | GP3 Series                                   | Carlin               | 2       | 0         | 1              | 0               | 1       | 15     | 14e      |
| 2011      | GP3 Series                                   | Addax Team           | 12      | 0         | 0              | 0               | 0       | 15     | 14e      |
| 2011      | Formule 3 Euro Series                        | Carlin               | 3       | 0         | 0              | 0               | 0       | 0      | n.c †    |
| 2011      | Formule 3 Euro Series                        | Motopark             | 3       | 0         | 0              | 0               | 1       | 0      | n.c †    |
| 2011      | Trophée international de Formule 3 de la FIA | Carlin               | 2       | 0         | 0              | 0               | 0       | 0      | n.c †    |
| 2011      | Grand Prix de Pau (Trophée Inter. F3)        | Motopark             | 1       | 0         | 0              | 0               | 0       | 0      | n.c †    |
| 2011      | GP2 Final                                    | iSport International | 2       | 0         | 0              | 0               | 1       | 7      | 6e       |
| 2011      | Coupe d'Allemagne de Formule 3 (cat. Cup)    | STROMOS Artline      | 2       | 0         | 0              | 0               | 0       | 0      | n.c      |
| 2011      | Coupe d'Allemagne de Formule 3 (cat. Trophy) | STROMOS Artline      | 2       | 1         | 2              | 2               | 2       | 16     | 5e       |
| 2012      | GP2 Series                                   | Rapax                | 14      | 1         | 0              | 0               | 1       | 29     | 15e      |
| 2013      | GP2 Series                                   | Russian Time         | 21      | 0         | 1              | 2               | 2       | 92     | 10e      |
| 2014      | GP2 Series                                   | Arden International  | 2       | 0         | 0              | 0               | 1       | 19     | 19e      |
| 2014      | GP2 Series                                   | EQ8 Caterham Racing  | 6       | 0         | 0              | 1               | 0       | 4      | 19e      |
| 2014      | Porsche Carrera Cup France                   | RMS                  | 12      | 3         | 2              | 4               | 7       | 144    | 3e       |
| 2015      | Formula Renault 3.5 Series                   | Carlin               | 18      | 0         | 1              | 1               | 2       | 122    | 7e       |
| 2016      | Formule V8 3.5                               | AV Formula           | 18      | 2         | 5              | 2               | 10      | 237    | Champion |
| 2016-2017 | Formule E                                    | Venturi Grand Prix   | 7       | 0         | 0              | 0               | 0       | 12     | 19e      |
| 2017-2018 | Formule E                                    | Venturi Grand Prix   | 3       | 0         | 0              | 0               | 0       | 12     | 18e      |
| 2018      | Super Formula                                | Sunoco Team LeMans   | 5       | 0         | 0              | 0               | 0       | 5      | 14e      |
| 2018-2019 | Formule E                                    | NIO Formula E Team   | 13      | 0         | 0              | 1               | 0       | 0      | 23e      |

† – Pilote invité, pas de points marqués